# 复旦大学国际关系与公共事务学院
复旦大学国际关系与公共事务学院（FDU SIRPA）是中国大陆成立最早、影响最大的政治学与区域国别研究重镇之一。其政治学与国际关系专业在软科中国大学专业排名和教育部第四轮学科评估中均位居全国第一，在QS世界大学专业排名中长期位居大陆前三位，拥有国际关系、政治学理论两个国家重点学科。

## 历史沿革
1923年，复旦大学成立政治学系，创系教员有郑觉民（伊利诺伊大学政治学硕士）、何葆仁（伊利诺伊大学政治学博士）、芦隐（加利福尼亚大学政治学学士）。1925年政治学系分设研究院部和大学部，1927年政治学系内设政治、法律、市政三组。
1952年院系调整时被暂时撤销，教员调至校内中文、历史等系或外调至华东政法学院，50-60年代转设社会主义教育教研室、马克思列宁主义教育系。
1964年，经中共中央批准成立国际政治系，为中华人民共和国最早设立的三个国际政治系之一，下设政治学专业和国际政治专业，重点关注北美、西欧和日本等地区研究。
改革开放后，随着国际政治、政治学、公共行政学等学科发展，2000年改组为国际关系与公共事务学院。

## 系所设置
下设四个系：国际政治系、政治学系、公共行政系、外交学系。同时与国际问题研究院及所属各研究中心、公共政策研究院、一带一路研究院等学校研究机构保持紧密联系，实现联合培养与人员互通。

## 国际合作
学院与牛津大学、巴黎政治学院、柏林自由大学、博科尼大学、日内瓦大学、隆德大学、俄罗斯国立高等经济学院、新加坡国立大学、庆应大学、延世大学等建立有合作关系，同时提供了多个英文授课或中外双学位的博士与硕士研究生项目。

## 部分知名院友
- 王沪宁（1955-），复旦大学国际政治系硕士，曾任复旦大学法学院院长、国际政治系教授、博士生导师，中共中央书记处书记、中共中央政策研究室主任等职，现任中共中央政治局常委，全国政协主席、党组书记，中央全面深化改革委员会办公室主任。
- 林尚立（1963-），政治学家，曾任复旦大学副校长、国际政治系教授，中共中央政策研究室副主任、秘书长，现任中国人民大学校长[5]。
- 王邦佐（1934—2021），政治学家，曾任复旦大学国际政治系主任、校长办公室主任，上海师范大学校长，上海市社会科学界联合会党组书记、专职副主席等职；曾兼任中国政治学会副会长、顾问，上海市政治学会会长；撰写《政治学与当代中国政治研究》《政治学概要》《政治学辞典》等近30部著作，2018年获上海市学术贡献奖[6]。
- 陈其人（1924-2017），马克思主义政治经济学家，曾任复旦大学国际政治系教授、博士生导师、校务委员会委员，长期从事《资本论》和“殖民地与帝国主义理论”等研究，曾获上海市第五届哲学社会科学学术贡献奖[7]。
- 曹沛霖（1933-），曾任复旦大学国际政治系主任、教授、博士生导师，是中国政治学学科恢复与重建的奠基者和全国第一期政治学讲习班的主要授课人之一，曾获上海市第十五届哲学社会科学学术贡献奖[8]。
- 孙关宏（1935-），复旦大学国际关系与公共事务学院教授，博士生导师，兼任中国政治学会理事、上海政治学会副会长，是中国政治学学科恢复与重建的奠基者和全国第一期政治学讲习班的主要授课人之一，著有《政治学概论》等书[9]。
- 浦兴祖（1945-），复旦大学国际政治系毕业，国务学院教授、博士生导师、选举与人大制度研究中心主任，上海市政治学会副会长，著有《当代中国政治制度》等书。
- 竺乾威（1951-），行政管理学家，复旦大学国际政治系毕业，国务学院教授、博士生导师，兼任全国MPA教育指导委员会成员、上海公共管理学会副会长等职。
- 桑玉成（1955-），复旦大学国务学院教授、博士生导师，中国政治学会副会长，上海政治学会会长。
- 周明伟（1955-），复旦大学国际政治系毕业，曾先后任中央台湾工作办公室（国务院台湾事务办公室）副主任，中国外文出版发行事业局局长等职。
- 陈东晓（1967-），复旦大学国际政治系博士，现任上海国际问题研究院院长、研究员，中国国际关系学会副会长，上海市政府决策咨询委员会特聘专家，主要从事中国外交、中美关系、联合国集体安全机制等领域的研究。
- 肖佳靈